# Pop + Paródia
A Pop + Paródia című stúdióalbum a Voga–Turnovszky-duó 3 nagylemeze, mely 1989-ben jelent meg, és saját dalokat is tartalmaz, a tőlük megszokott vicces szövegekkel. Az album hanglemezen és kazettán is megjelent.

## Megjelenések
LP  Magyarország BRAVO  SLPM 37199
- A1 – Stars On 33 '88
- A2 – Schulz Gizi 2.
- A3 – Csu-csu
- A4 – Ping.pong
- A5 – Kürtöskalács
- B1 – Schulz Gizi 3.
- B2 – Látlak-e Még
- B3 – Fehérvár
- B4 – Népszabadság
- B5 – Csórók vagyunk